# Syngman Rhee
Syngman Rhee (Koreaans: 이승만, Ri Seung-man volgens de huidige officiële weergave in Latijns schrift, Haeju, 26 maart 1875 – Honolulu, 19 juli 1965) was de Zuid-Koreaanse president van 1948 tot 1960.

## Opleiding
Rhee Syng-man werd in 1875 geboren. Hij had twee oudere broers, maar deze overleden in hun kinderjaren, voor Syng-man geboren werd. Hij had een oudere en een jongere zus, maar hij was de enige zoon. Zijn ouders waren niet rijk, er was geen vermogen en de vader had ook geen vast inkomen. Hij was veel weg, waardoor de opvoeding van Syng-man bij de moeder kwam te liggen. Zijn moeder was de dochter van een onderwijzer en had een goede opleiding gekregen, zeker in vergelijking tot andere vrouwen in die tijd. Onder druk van zijn moeder, besloot de vader het gezin in 1877 al te verhuizen naar Seoel waar Syng-man een betere opleiding kon krijgen.
Hij volgde een klassieke Confuciaanse opleiding en studeerde aan een zendingsschool waar hij ook Engels leerde. Op 15-jarige leeftijd huwde hij, zijn partner had dezelfde leeftijd. Ze kregen een zoon, Pong-su, maar hij overleed in februari 1906. Het was geen gelukkig huwelijk en in 1912 werd het huwelijk ontbonden.

## Vroeg politiek actief
Hij was reeds vroeg politiek actief, zo raakte hij bekend met Philip Jaisohn, een voorvechter voor een onafhankelijk Korea, en werd nauw betrokken bij de activiteiten. In 1897 werd hij tijdens een anti-monarchistische demonstratie gearresteerd. Van 1899 tot 1904 zat hij wegens zijn kritische houding tegenover het regime gevangen. Gedurende deze periode werd hij christen.
Na zijn vrijlating in 1904 verhuisde hij naar de Verenigde Staten (VS) waar hij bekend werd als Syngman Rhee. Hij studeerde aan de George Washington Universiteit, de Harvard-universiteit en de Universiteit van Princeton. In 1910 keerde hij naar Korea terug dat door Japan was geannexeerd. In Korea werkte hij voor de Young Men's Christian Association (YMCA) en onderhield contacten met zendelingen uit de VS en Canada. Daarnaast onderhield hij politieke contacten met het Westen en Japan.

## President van de Koreaanse Regering in ballingschap
In 1912 of in 1915 keerde hij naar de VS terug en woonde enige tijd op Hawaï, waar veel Koreanen en Aziaten woonden. Hij schreef samen met P.K. Yoon de Petitie van Koreanen op Hawaï. Deze petitie was gericht aan de Amerikaanse regering met als doel haar te overtuigen van de onrechtmatige bezetting van Korea door Japan. In deze periode maakte hij geen vrienden, hij stond bekend als intolerant en onstuimig, kon hij zijn opponenten niet overtuigen dan trok hij zich uit de beweging terug en richtte zijn eigen organisatie op.
In 1919 werd Rhee tot president van de Koreaanse regering in ballingschap gekozen. In feite reikte zijn macht niet verder dan de Koreaanse gemeenschap in de VS, maar hij wist wel goede contacten op te bouwen met leden van de Amerikaanse regering om zo het idee van een onafhankelijke Koreaanse republiek levend te houden. In 1940 werd Rhee opgevolgd door Kim Gu als president van de regering in ballingschap. Rhee negeerde deze demotie en had het voordeel van de Japanse aanval op Pearl Harbor waardoor de VS belangrijker werd dan China in de strijd tegen Japan. De positie van Kim Gu werd hierdoor verzwakt. Rhee maakte zich niet populair bij de Amerikanen en hij was zeker niet de eerste keus als nieuwe leider van Korea na de bevrijding van het land. Rhee was zo'n 40 jaar niet in Korea geweest, maar het machtsvacuüm na het vertrek van de Japanners bood kansen.  

## Traject naar President

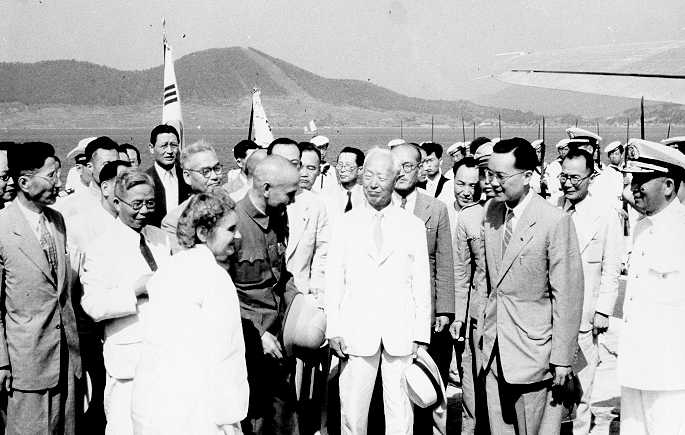
Syngman Rhee (in het wit, op de voorgrond) met Chiang Kai-shek (rechts, met kaal hoofd) tijdens een driedaags bezoek aan China in augustus 1949

Na de overgave van Japan op 2 september 1945 werd noordelijk Korea bezet door de Sovjetrussen en zuidelijk Korea door Amerikanen. Op 16 oktober 1945 kwam Rhee aan op het vliegveld Gimpo bij Seoel. Hij was daarmee de eerste regeringsleider in ballingschap die terugkeerde en hij werd warm onthaald door de Koreanen. Een van zijn eerste acties was de oprichting van een Central Committee for the Rapid Realization of Independence onder zijn leiding. Hierbij ging hij uit van een onafhankelijk Korea, dus de combinatie van de twee gebieden, boven en onder de 38e breedtegraad, die onder beheer stonden van de Sovjet-Unie en de Verenigde Staten.
In 1946 werd Rhee voorzitter van de voorlopige regering van het zuidelijk deel van Korea. Op 10 mei 1948 waren er verkiezingen voor de Constitutional Assembly, de opkomst was 72% en hij behaalde 55 van de in totaal 198 zetels. Geen echte meerderheid, maar voldoende om tot voorzitter benoemd te worden. De taak van de Assembly was het opstellen van een grondwet, hierin kreeg de president veel macht, hij benoemt de ministers en de politie en het leger valt onder hem. Als voorzitter ondertekende Rhee de grondwet op 17 juli 1948. Twee dagen later werd hij gekozen tot president , hij kreeg 180 stemmen en zijn belangrijkste tegenstander Kim Gu kreeg er slechts 16. Op 15 augustus 1948 werd de Republiek Korea (Zuid-Korea) uitgeroepen in het Seoel Capitool met Rhee als president.

## Beleid
Zijn eerste kabinet bestond uit mensen met een westerse achtergrond, politiek rechts georiënteerd die geen bedreiging voor Rhee vormden. De besluitvorming was traag want alle belangrijke zaken werden doorgeschoven naar het allerhoogste niveau, naar president Rhee.
Het land kampte met grote economische problemen. De industrie was geconcentreerd in Noord-Korea en Zuid-Korea was sterk afhankelijk van de elektriciteitstoevoer vanuit het noorden. Het was een agrarische samenleving die kampte met een grote toestroom van Koreanen uit Japan en Noord-Korea. Japanse bezittingen werden onteigend en tegen lage prijzen verkocht aan ondernemers met goede contacten in de regering. Rhee verlangde wel een tegenprestaties in de vorm van donaties hetgeen corruptie in de hand werkte. De inflatie liep sterk op en de economie was sterk afhankelijk van Amerikaanse financiële hulp. De Amerikanen boden ook militaire hulp, maar alleen lichte wapens. Rhee streefde naar Koreaanse eenwording, maar de Amerikanen wilde geen zware of aanvalswapens leveren om dit mogelijk te maken.
Rhee was een fel anticommunist. Op het zuidelijke eiland Jeju was een opstand uitgebroken met rebellen met linkse denkbeelden. Hij zag de opstand op Jeju als een bedreiging. Het leger, politie en een paramilitaire organisatie kregen de opdracht de rust op het eiland te herstellen. De meest gewelddadige periode was van 11 oktober 1948 tot 1 maart 1949 met bijna 10.000 bevestigde doden. Pas omstreeks 1954 kwam de opstand tot een einde met in totaal zo'n 30.000 slachtoffers. Rhee stopte de hele opstand in de doofpot en pas in de jaren negentig raakte de gevolgen van de opstand in brede kring bekend.
In 1950 brak er een gewapend conflict uit tussen Noord- en Zuid-Korea. Binnen de kortste keren was bijna geheel Zuid-Korea bezet door Noord-Koreaanse en Chinese troepen. De Verenigde Naties (VN) keurden de aanval af en stuurden een VN-legermacht om Zuid-Korea te bevrijden. Met de hulp van de VN wist het Zuid-Koreaanse leger de Noord-Koreanen tot voorbij hun landsgrenzen te verdrijven en grote delen van Noord-Korea vielen in handen van de VN. Na enige tijd sloegen de Chinezen terug en werden de verloren gebieden van Noord-Korea weer heroverd. De VN (lees: Verenigde Staten) en China probeerden er van alles aan te doen om de oorlog snel te beëindigen en een wapenstilstand te bewerkstelligen. Rhee blokkeerde echter alle onderhandelingen. Hij hoopte dat de oorlog nog een tijdje door zou gaan, in de hoop dat Noord-Korea zou capituleren en Noord- en Zuid-Korea zouden herenigen in een door Rhee bestuurde staat. Rhee maakte zich door zijn sabotagepogingen niet geliefd bij zijn bondgenoten. Door zijn recalcitrante houding slaagde hij er wel in veel concessies op financieel en militair gebied van de Amerikanen te krijgen. Uiteindelijk werd op 27 juli 1953 een wapenstilstandsverdrag gesloten tussen Noord- en Zuid-Korea. Na de Koreaanse Oorlog liet Rhee zich nog altijd omringen met vertrouwelingen, slechte raadgevers en corrupte politici.
In 1951 was de populariteit van Rhee onder de leden van het parlement, de National Assembly, tot een minimum gedaald. Tot nu toe stond Rhee boven de politiek, maar hij besloot toch een eigen partij op te richten, de Liberale Partij (LP) met als belangrijkste doel zijn herverkiezing in 1952. Hij wilde niet de parlementsleden, maar het volk de president laten kiezen om zo zijn kansen te vergroten. Dit voorstel werd aanvankelijk door de leden weggestemd. Rhee verhoogde de druk op de leden, tientallen werden gearresteerd en zijn opponenten werden afgeschilderd als communisten. Het land was nog altijd in oorlog en dit was een zware beschuldiging. Veel leden waren ondergedoken en Rhee gaf de politie opdracht de leden op te sporen en naar de vergaderzaal te brengen om aan het quorum te voldoen. Zelfs leden in de gevangenis werden onder politiebegeleiding naar de vergadering gevoerd. Onder zware druk werd op 5 juli 1952 het voorstel van Rhee om het volk direct de president te laten kiezen aangenomen met 163 stemmen voor en nul stemmen tegen. Bij het tellen van de stemmen op 6 augustus kreeg Rhee vijf miljoen stemmen en zijn tegenkandidaat 0,8 miljoen waarmee zijn herverkiezing een feit was.
Voor Rhee bleef Japan de grote vijand, in veel van zijn toespraken kwam Japan er slecht van af. Voor en tijdens de Tweede Wereldoorlog was Japan een belangrijke exportmarkt van Koreaans rijst, maar onder zijn bewind liep de handel met Japan sterk terug. Japanse vissersschepen in Koreaanse wateren werden aan de ketting gelegd en de bemanning veroordeeld en opgesloten. Zelfs na het uitzitten van de straf liet hij Japanse bemanningsleden vaak niet gaan. Gedurende de Koreaanse Oorlog dwarsboomde hij de Japanse aanwezigheid in Zuid-Korea terwijl dit land een belangrijke rol speelde in de aanvoer van noodzakelijk oorlogsmaterieel ten gunste van Zuid-Korea. Onder druk van de Verenigde Staten volgde in 1952 een initiatief om de relatie te normaliseren tussen beide landen. De Koreaanse claims waren echter buitensporig en de gesprekken leidden tot niets.
De oppositie had geleerd van de fouten, ze konden elkaar vinden in een nieuwe Democratische Partij (DP). Rhee was inmiddels 81 jaar en toch was er weinig twijfel over zijn herverkiezing in 1956. De keuze van vice-president, mocht Rhee overlijden als president dan zijn opvolger, was belangrijker. Rhee kreeg 56% van de stemmen. Chang Myon van de DP werd vicepresident. In de daarop volgende jaren werd Chang Myon volledig genegeerd door Rhee en hij kreeg ook nauwelijks bestuurlijke verantwoordelijkheden. De DP won met de verkiezing wel status als tegenspeler van de LP.
In 1954 was de regering begonnen met de privatisering van de banken. Door strenge bepalingen was dit geen succes en de regels werden versoepeld voor een tweede ronde. In 1956 kwamen de banken in handen van grote industriële ondernemers, die geld van de banken leenden om de koop te kunnen betalen. De chaebols versterkten hiermee hun economische positie. De banken kwamen voornamelijk in handen van aanhangers van Rhee en zijn LP. Met andere economische maatregelen, zoals het selectief sturen van kredieten en overheidsopdrachten, het verlenen of weigeren van import- en exportvergunningen en de toewijzing van Amerikaanse hulpgoederen, wist Rhee het bedrijfsleven aan hem te binden.
In 1958 was de DP de grote winnaar in de parlementsverkiezingen. De partij steeg van 47 zetels naar 82 van de 200 in totaal. De LP maakte zich zorgen en begon eind 1958 een actie om de reeds strenge veiligheidswetten verder aan te scherpen. Door een brede formulering van deze nieuwe wetten en zware straffen werd de oppositie monddood gemaakt. De oppositie blokkeerde de vergaderzaal om de behandeling van de wetten te voorkomen, maar in december greep de politie in. Alle oppositieleden werden uit de zaal verwijderd en in de kelder opgesloten, waarna de LP leden de wetten goedkeurden.
Voor de verkiezingen was de LP goed voorbereid, oppositieleden werden gemolesteerd of gearresteerd door de politie gedurende de campagnetijd. De DP koos een goede tegenkandidaat, maar de campagne was net gestart of hij werd ziek. Hij ging naar een ziekenhuis in de Verenigde Staten om te herstellen, maar hij overleed een maand voor de verkiezingsdag. Rhee vervoegde de verkiezingen van mei naar 15 maart om profijt te trekken van de afwezigheid van zijn opponent. Rhee won, maar ook zijn kandidaat voor de positie van vicepresident kreeg 81% van de uitgebrachte stemmen. Chang Myon, de zittende vice-president en kandidaat van de DP, kreeg minder dan 20% van de stemmen, een ongeloofwaardige daling versus de verkiezingsuitslag in 1956.

## De val van Rhee Syngman
In maart 1960 werd Rhee met bijna 90% van de stemmen als president herkozen. Waarschijnlijk was er gefraudeerd met de uitslag. De DP kwam in het geweer tegen de uitslag. In april gingen duizenden mensen de straat op om tegen het regime te demonstreren. Op 19 april kwamen 100.000 demonstranten bijeen in Seoel, de autoriteiten kondigen de noodtoestand af en stelden een avondklok in, maar de protesten gingen door en aan het einde van de dag waren er 115 doden en meer dan 1000 gewonden gevallen. Op 21 april 1960 trad het kabinet af, maar Rhee weigerde af te treden. Uiteindelijk namen de demonstraties echter zulke grote vormen aan, dat president Rhee alsnog aftrad. Op 28 april werd Rhee, toen zijn paleis omsingeld was door demonstranten, door een Amerikaanse helikopter opgepikt en naar Hawaï gevlogen. Zijn vrouw en een adoptiezoon (In-su) voegden zich later bij hem. Zijn pas gekozen vice-president en diens vrouw en twee kinderen werden op 28 april 1960 gevonden, ze hadden zelfmoord gepleegd.
Heo Jeong werd, als kersvers premier, ook waarnemend president. Uiteindelijk werd Yun Bo-seon in augustus 1960 verkozen tot president.
Syngman Rhee overleed in 1965 op 90-jarige leeftijd.

## Privé
In 1933 ontmoette hij Franziska Donner tijdens een conferentie in Genève. Ze was geboren in Wenen en opgeleid als tolk. Ondanks het leeftijdsverschil, zij was 25 jaar jonger dan Rhee, trouwden de twee in New York in 1934. Ze kregen zelf geen kinderen, maar adopteerden twee jongens Yi In-su (1931- ) en Yi Kang-seok (1937-1960).

## Naslagwerken
- Allen, Richard, C. Korea's Syngman Rhee, an unauthorized portrait. Charles E. Tuttle Company, Rutland, Vermont. (1960)
- Appleman, Roy E. South to the Naktong, North to the Yalu: United States Army in the Korean War. Centre of Military History, Washington, D.C. (1960) ISBN 978-0160019180
- Fields, David Foreign Friends: Syngman Rhee, American Exceptionalism, and the Division of Korea. University Press of Kentucky (2019) ISBN 978-0813177199
- Lew, Yong Ick The Making of the First Korean President: Syngman Rhee's Quest for Independence. University of Hawaii Press (2017) ISBN 978-0824872854

Syngman Rhee · Heo Jeong (waarnemend) · Yun Bo-seon · Park Chung-hee · Choe Gyuha · Chun Doo-hwan · Roh Tae-woo · Kim Young-sam · Kim Dae-jung · Roh Moo-hyun · Goh Kun (waarnemend) · Lee Myung-bak · Park Geun-hye · Hwang Kyo-ahn (waarnemend) · Moon Jae-in · Yoon Suk-yeol